# Clive Terrelonge
Clive Terrelonge (Jamaica, 30 de junio de 1969) es un atleta jamaicano retirado especializado en la prueba de 800 m, en la que consiguió ser campeón mundial en pista cubierta en 1995.

## Carrera deportiva
En el Campeonato Mundial de Atletismo en Pista Cubierta de 1995 ganó la medalla de oro en los 800 metros, llegando a meta en un tiempo de 1:47.30 segundos, por delante del keniano Benson Koech y del checo Pavel Soukup (bronce).